# Robert HP Platz

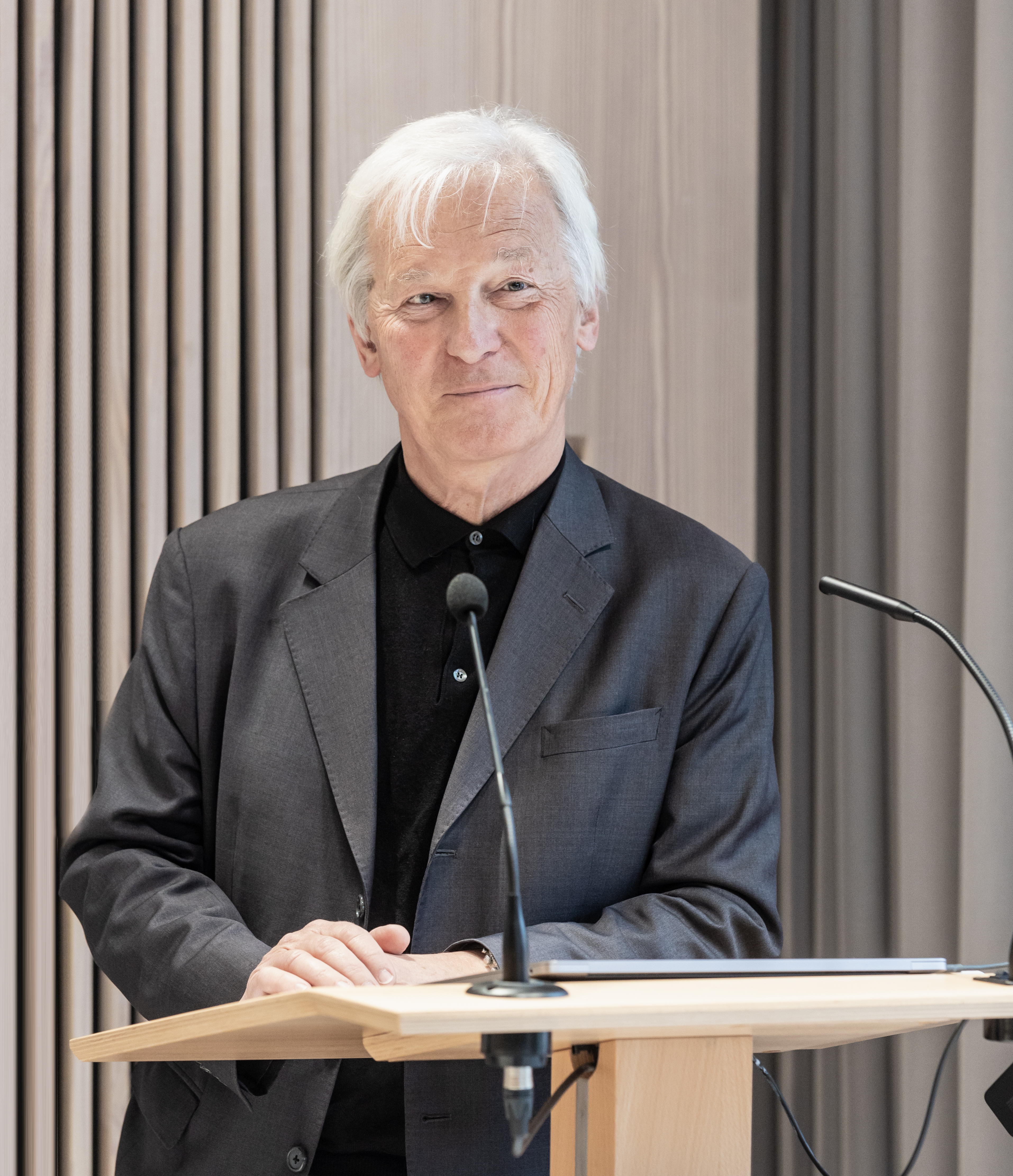
Robert HP Platz (2023)

Robert HP Platz (* 1951 in Baden-Baden) ist ein deutscher Komponist und Dirigent.

## Leben
Platz studierte ab 1970 an der Musikhochschule Freiburg Musiktheorie, Klavier und Dirigieren. Komposition studierte er im Anschluss daran bei Wolfgang Fortner und Elmar Budde. Bei Hans Bender studierte er darüber hinaus eine Zeit lang Parapsychologie. 1973 wechselte Platz an die Hochschule für Musik Köln und studierte bei Karlheinz Stockhausen. Die in Freiburg begonnene Dirigentenausbildung schloss er dort bei Francis Travis ab.
Von 1978 an war Platz Stipendiat der Heinrich-Strobel-Stiftung des Südwestrundfunks. In der Folge lebte er geraume Zeit in den USA und Paris. In Paris besuchte Platz 1980 am IRCAM (Forschungsinstitut für Akustik/Musik) einen Computerkurs für Komponisten. Das dort entstandene Tonband wurde Teil seines 1981 komponierten Werks Chlebnicov (für Kammerensemble und Tonband), das während des Festes  der „Internationalen Gesellschaft für Neue Musik“ (IGNM) in Brüssel 1981 uraufgeführt wurde.
Im Jahre 1980 gründete Platz das Ensemble Köln, das sich der Interpretation zeitgenössischer Musik widmete. Dieses Ensemble, für das u. a. Clarence Barlow, Mauricio Kagel, Giacinto Scelsi und Iannis Xenakis komponierten, leitete Platz bis zu dessen Auflösung im Jahre 2001. Darüber hinaus arbeitete Platz als Gastdirigent mit dem Ensemble Modern, dem Rundfunksinfonieorchester des WDR und dem SWR Sinfonieorchester Baden-Baden und Freiburg. Auf dem Künstlerhof Schreyahn lebte Platz 1989/1990 und verbrachte auf Einladung der Rockefeller-Stiftung 1990 mehrere Wochen in den USA als Composer in Residence. Es folgten Vortrags- und Lehraufträge sowie Aufenthalte in Japan, den Niederlanden, in Polen und den USA. An den Darmstädter Ferienkursen nahm Platz als Dozent teil und wirkte insbesondere als Dirigent an den  Musik-Festivals Musica, Straßburg, Rencontres Internationales, Metz, Holland Festival, Salzburger Festspiele und MUSIC TODAY in Tokio mit.
Seit 1990 leitet Platz eine Kompositionsklasse am Konservatorium Maastricht. 2000 übernahm er die künstlerische Leitung des Festivals Schreyahner Herbst. Seit 2005 ist Robert HP Platz außerdem Direktionsmitglied des Elektronischen Studios Lüttich (Bureau du Directeur des Centre de Recherches et Formation Musicales de Wallonie / CRFMW).
Seit 2013 wirkt Platz als Professor für Komposition an der Hochschule für Musik Würzburg.

## Werke (Auswahl)
- 1990 Schreyahn ('Zeitinstallation')
- 1991 Dunkles Haus (Musiktheaterstück)
- 1993 Schriften zur Musik 1979–1993
- 1998 up down strange charm (Uraufführung in Witten)
- 2007 Anderswo (Hörspiel in 5.1; WDR)

## Auszeichnungen (Auswahl)
- 1978 Stipendium der Heinrich-Strobel-Stiftung des SWR
- 1982 Bernd-Alois-Zimmermann-Stipendium der Stadt Köln
- 1990 Composer in Residence der Rockefeller-Stiftung (USA)
- 2009 'Clef d'Or', Auszeichnung für die beste CD des Jahres 2009 (Einspielung von Werken des japanischen Komponisten Toshio Hosokawa; Frankreich)